# BCL6
BCL6, или белок 6 В-клеточной лимфомы, — фактор транскрипции, который у человека кодируется геном BCL6, протоонкоген. Гомологичные гены были обнаружены у мышей (Mus musculus) и крыс (Rattus norvegicus). BCL6 необходим для формирования герминативных центров лимфоидных фолликулов. Экспрессия BCL6 нарушена примерно в 40 % случаев диффузной B-крупноклеточной лимфомы и 5—10 % случаев фолликулярной лимфомы.

## Структура гена и белка
Ген BCL6 был открыт в 1993 году как ген, структура которого часто нарушается при хромосомных транслокациях, характерных для B-клеточных неходжкинских лимфом. Открывшие его исследователи предложили название BCL6 (англ. B-cell lymphoma 6, B-клеточная лимфома 6), так как считали, что ген играет роль в патогенезе некоторых лимфом. В этом же году ген был клонирован. BCL6 открывали несколько раз под разными именами: LAZ3, BCL5 и др.
Ген BCL6 кодирует белок длиной 706 аминокислотных остатков и расчётной молекулярной массой около 79 кДа, однако при электрофорезе в полиакриламидном геле BCL6 ведёт себя как белок с молекулярной массой около 95 кДа. Белок содержит BTB/POZ-домен в N-концевой части молекулы и 6 ДНК-связывающих мотивов типа цинковый палец (C2H2) в С-концевой части молекулы. Это позволяет отнести этот белок к BTB/ZF-семейству транскрипционных факторов (англ. BTB/POZ/zinc finger). В средней части белковой молекулы располагаются 3 PEST-мотива, которые регулируют стабильность и активность BCL6. Как и другие члены семейства BTB/ZF, BCL6 формирует димеры за счёт взаимодействия BTB/POZ-доменов двух молекул.

## Распространение и внутриклеточная локализация
Хотя мРНК BCL6 была обнаружена во многих тканях, белок синтезируется, главным образом, в B- и T-лимфоцитах и в первичных незрелых дендритных клетках. Количество белка максимально в лимфоцитах герминативных центров. Временное повышение количества BCL6 было обнаружено в пре-В-клетках после активации пре-В-клеточного рецептора. BCL6 — ядерный фосфобелок.

## Регуляция

### Регуляция на уровне транскрипции
Экспрессия BCL6 строго регулируется в процессе дифференцировки В-клеток. мРНК BCL6 присутствует в наивных В-лимфоцитах, но белок в них ещё не синтезируется. Количество мРНК и белка повышается в субпопуляции наивных В-лимфоцитов, которые столкнулись с их специфичными антигенами. 
Известны транскрипционные факторы, активирующие и подавляющие транскрипцию гена BCL6. К транскрипционным активаторам BCL6 относятся IRF8, FoxO1 FoxO3a и FoxO4.
К репрессорам транскрипции BCL6 относятся:
- BCL6, который регулирует транскрипцию своего собственного гена по механизму отрицательной обратной связи;
- IRF4[12], передача сигнала от CD40 приводит к NF-κB-зависимой активации IRF4, что, в свою очередь, приводит к ингибированию транскрипции BCL6[20];
- STAT5, установлено, что участок связывания со STAT5 в гене BCL6 часто мутирует при B-клеточных лимфомах, что указывает на важность гиперпродукции этого белка в развитии опухолевого фенотипа[21].

### Регуляция на посттранскрипционном уровне
BCL6 фосфорилируется киназами ERK-1 и ERK-2 по аминокислотным остаткам Ser333 и Ser343 в ответ на стимуляцию рецептора антигена, что приводит к его быстрому расщеплению убиквитин-протеасомальной системой. Кроме того, белок может фосфорилироваться киназой ATM в ответ на повреждение ДНК, и это также приводит к его деградации протеасомой.
BCL6 подвергается регуляторному ацетилированию по аминокислотным остаткам в PEST-мотивах, которое ингибирует его активность.

## Функции
Сведения о нормальных функциях BCL6 были получены в экспериментах на мышах, у которых этот ген был искусственно инактивирован. Развитие B- и T-клеток, а также лимфоидных органов протекало у таких мышей нормально. Однако у них был нарушен T-зависимый синтез антител по причине неспособности B-клеток формировать герминативные центры. В результате отсутствовали процессы соматического гипермутагенеза и увеличения аффинности антител, которые в норме происходят в рамках иммунного ответа. Кроме того, у мышей наблюдали воспалительные реакции во многих органах, характерные для Th2-зависимого гипериммунного ответа.

### Репрессия транскрипции
BCL6 является репрессором транскрипции многих генов, вовлечённых в передачу сигнала от В-клеточного рецептора, CD40, толл-подобных рецепторов, в апоптоз, ответ на ДНК-повреждающий стресс и другие процессы. ZF-домен BCL6 связывается с особыми последовательностями нуклеотидов в промоторах генов-мишеней, а другие его домены обеспечивают образование комплексов с другими белками ко-репрессорами, такими как NCOR1, NCOR2, BCOR, MTA3, CTBP1. Кроме того, BCL6 может связываться с ДНК не напрямую, а посредством взаимодействия с другими факторами транскрипции. Например, BCL6 узнаёт фактор Miz-1, связанный с промотом гена CDKN1A, и подавляет его транскрипцию. Механизм ингибиторного действия BCL6 на транскрипцию включает привлечение к промоторам целевых генов комплексов гистондеацетилаз I и II типа либо напрямую, либо при помощи ко-репрессоров.

#### Гены-мишени
Для поиска генов, находящихся под контролем BCL6 используют сочетание методов иммунопреципитации хроматина и транскриптомного профилирования. По разным данным, BCL6 контролирует транскрипцию от нескольких сотен до тысячи генов в В-лимфоцитах герминативных центров. В частности, к мишеням этого белка относятся гены CD80, PRDM1, p53, NFKB1 (p105), CD44, CD69, CCL3, IFITM1, CXCR4, циклин D2 и CDKN1B (p27).

## Роль в развитии заболеваний

### Острый лимфобластый лейкоз
BCL6 играет особую роль в развитии и поддержании популяции опухолевых клеток при остром лимфобластном лейкозе. Так известно, что при терапии ингибиторами тирозинкиназ (например, иматинибом) BCR-ABL1+ опухолевые клетки начинают синтезировать BCL6 в большем количестве. Это связано с подавлением активности PI3K/AKT-сигнального пути и активацией транскрипционных факторов FoxO. BCL6 ингибирует транскрипцию p53, что делает клетки менее чувствительными к повреждениям ДНК, защищает их от апоптоза и, в конце концов, приводит к развитию устойчивочсти к лекарственному препарату. В связи с этим было предложено использовать комбинацию ингибиторов BCR-ABL1 и BCL6.